# 魔王魂
魔王魂（まおうだましい）是一個免費音樂提供網站。同時也是一間日本公司。由森田交一所創立。著名的作品有シャイニングスター、12345、Burning Heart、月と狼，等等。

## 概說
該公司以角色扮演遊戲(RPG)為著名免費音樂源。迄今已有八年餘。
舉凡背景音樂(BGM)，音效，片頭曲等等。並且也和Youtuber合作，出版專輯。

## 利用條約
在其規範中，聲明無任何版權所屬，亦即可任意使用於不同形式的作品上。商業作品需標註為魔王魂提供。

## 外部連結
- Twitter （页面存档备份，存于）
- Instagram （页面存档备份，存于）
- 魔王魂 | 無料で使える森田交一の音楽 （页面存档备份，存于）